# Röcknitz
Röcknitz ist mit seinen ehemaligen Ortsteilen Röcknitz, Treben und Zwochau ein Teil der Gemeinde Thallwitz in Sachsen. Der Ort liegt am Nordrand der Hohburger Berge etwa zehn Kilometer südöstlich von Eilenburg und ca. zehn Kilometer nordöstlich des Gemeindesitzes Thallwitz. In der Umgebung von Röcknitz entspringt mehreren Quellen der Schwarze Bach, der bei Torgau in der Elbe mündet. Der Ortsname leitet sich vom altslawischen Wort Rakyta für Weide ab und bedeutet so Weidenort und Ort am Weidenfluss.

## Geschichte

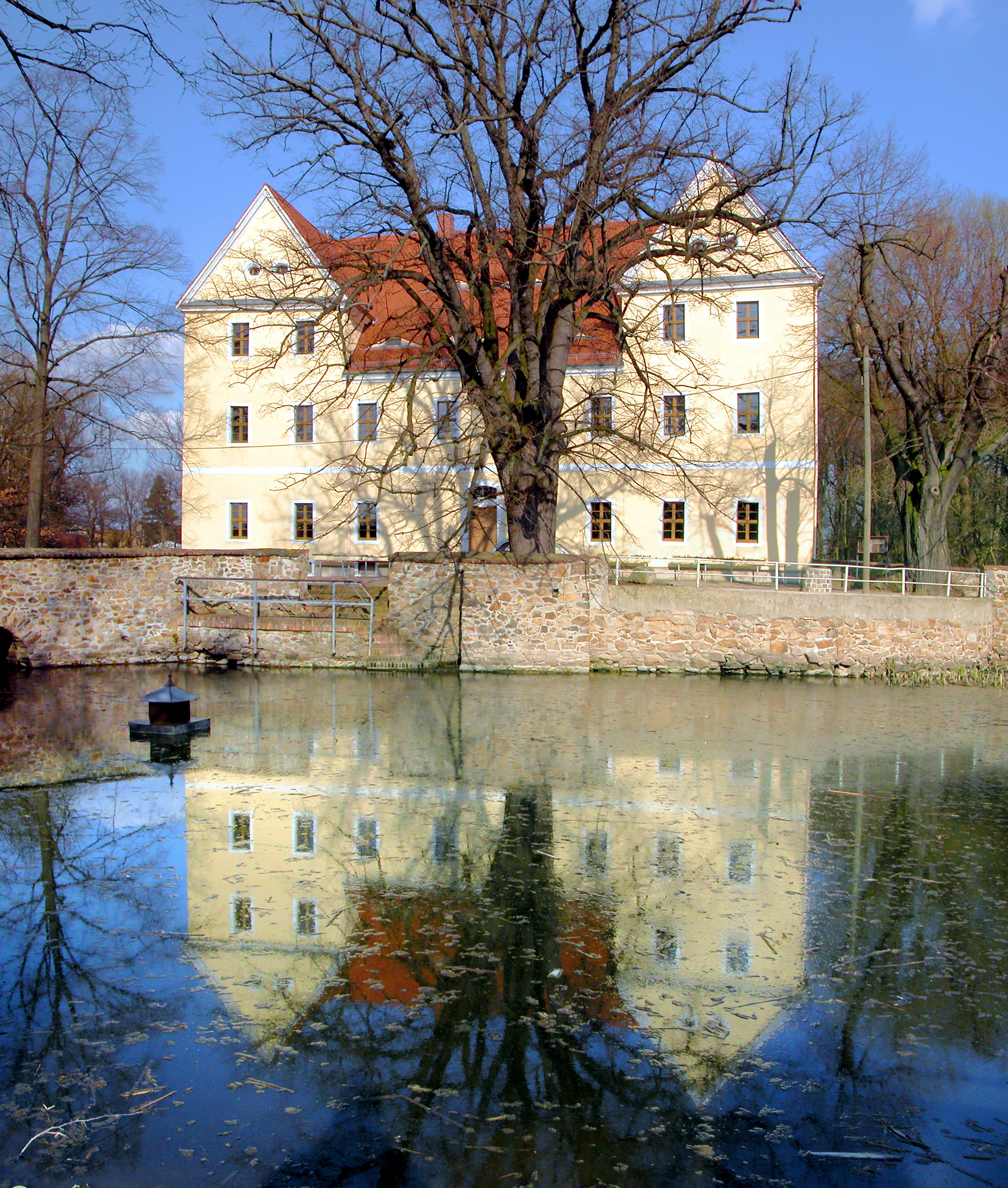
Rittergut Röcknitz, Herrenhaus

Als erster Ortsteil wurde Treben als Drewan am 10. November 1284 in einer Vergleichurkunde zwischen den Meißner Markgraf Heinrichs des Erlauchten und dem Bischof Withego I. von Meißen urkundlich erwähnt. Schon damals gab es in Treben mehrere Rittersitze. Röcknitz wurde als Parochie von Treben im Jahr 1336 erwähnt.
Röcknitz wurde geprägt durch das im 15. Jahrhundert erstmals urkundlich erwähnte Rittergut. Mitte des Jahrhunderts wurde mit der Errichtung des Herrenhauses im Rittergut begonnen. Dieser Bau wurde in Form einer Wasserburg angelegt. Heute ist das Gebäude als Herrenhaus Röcknitz bekannt. Um das Jahr 1500 existierte neben dem Rittergut noch ein zum Domstift Meißen gehörendes Gut.
Im Zuge der Reformation trat Röcknitz 1527 wie der Rest Sachsens offiziell zur lutherischen Konfession über. Der erste nachweisbare evangelische Pfarrer war Johannes Zacharias Petzensteiner (Pfarrer in Röcknitz 1534–1540), ein enger Weggefährte Martin Luthers.
Der Dreißigjährige Krieg beeinflusste auch Röcknitz. Im März 1637 brannte die Röcknitzer Pfarre ab. Dem damaligen Pfarrer Christian Kretzschmar wurde das gesamte Vieh genommen, er floh vor den Schweden und kam dabei ums Leben. Im Jahr 1646 wurde in Röcknitz und Treben nur ein Kind geboren.
Der Siebenjährige Krieg brachte in der Zeit von August 1758 bis November 1761 starke Belastungen und hohe Abgaben für die Orte mit sich.
Seit 1887 hat durch die Eröffnung mehrerer Steinbrüche die Steinindustrie den früher landwirtschaftlich dominierten Ort entscheidend geprägt.
Röcknitz bestand aus den drei Orten Röcknitz, Treben und Zwochau. Zwochau wurde seit 1921 als Ortsteil geführt und Treben 1936 nach Röcknitz eingemeindet. 1992 kam es zum Zusammenschluss mit der Gemeinde Böhlitz zur Gemeinde Röcknitz-Böhlitz. Seit 1996 gehört Röcknitz zur Gemeinde Thallwitz.

## Wappen
Das Wappen zeigt in rotem Schild einen silbernen Schwan; im silbernen Schildhaupt schräg gekreuzt einen schwarzen Schlägel und einen schwarzen Hammer, beseitet von je einer schwarzen Pflugschar. Der Schwan ist dem Familienwappen der Herren von Plötz entlehnt. Obwohl in „Siebmachers Wappenbuch“ der silberne Schwan in blauem Schild als Familienwappen derer von Plötz beschrieben wird, ist das Adelswappen im Ort selbst nach einer Darstellung in der Kirche und am Rittergut mit rotem Schildgrund bekannt. Die drei Symbole im Schildhaupt symbolisieren die drei ehemaligen Ortsteile Röcknitz, Treben und Zwochau. Die schwarzen Pflugscharen kennzeichnen Röcknitz als Bauerndorf, Hammer und Schlägel stehen für die Steinindustrie.

## Sehenswürdigkeiten

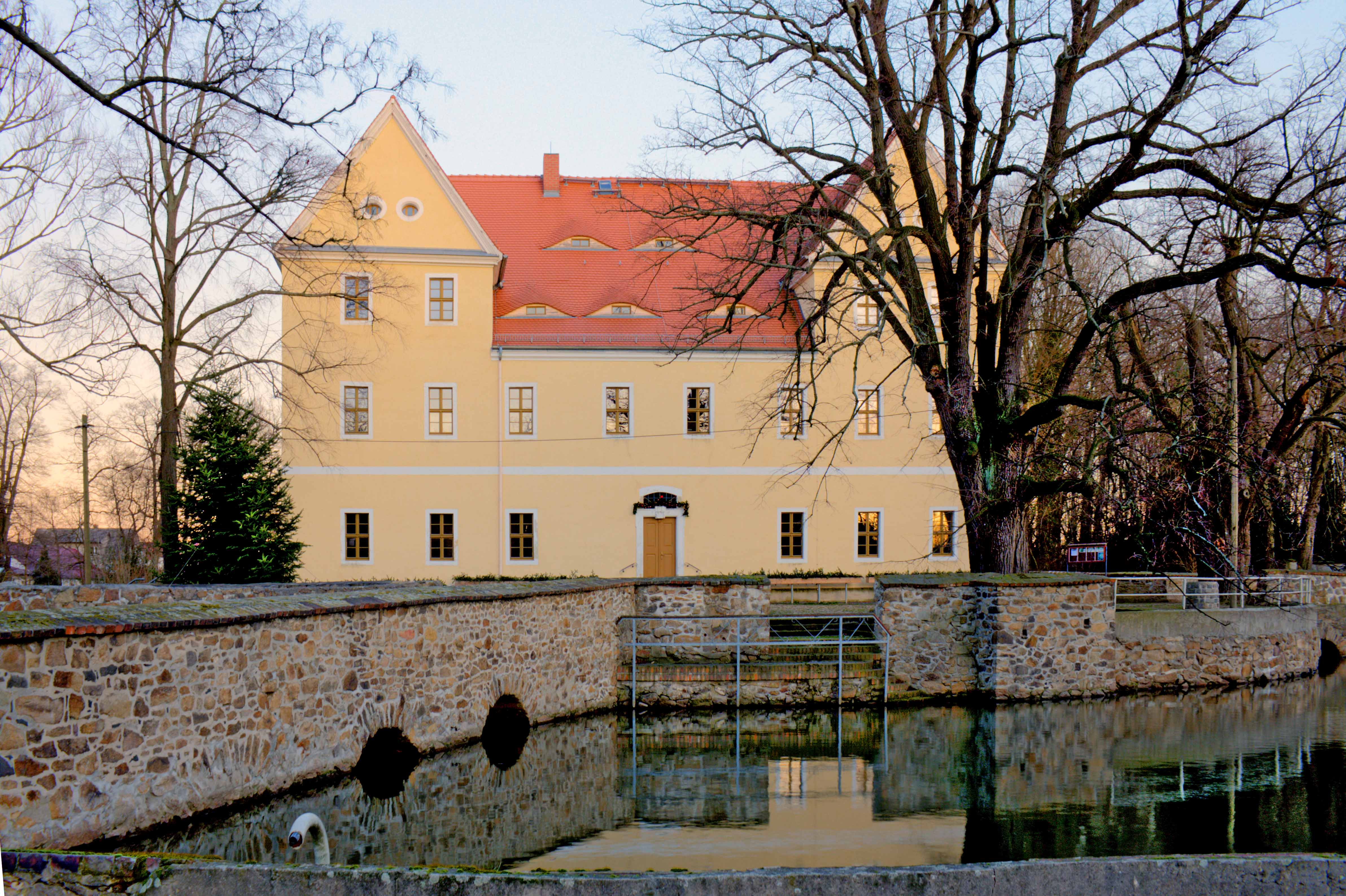
Das Herrenhaus von Röcknitz

- Herrenhaus Röcknitz
- St. Nikolaus in Röcknitz

## Wirtschaft
Das bedeutendste Unternehmen in Röcknitz ist die Sächsische Quarzporphyr-Werke GmbH.